# Уряд Бурунді
Уряд Бурунді — вищий орган виконавчої влади Бурунді.

## Голова уряду
- Президент — П'єр Нкурунзіза (англ. Pierre Nkurunziza).
- Перший віце-президент — Гастон Сіндімво (англ. Gaston Sindimwo).
- Другий віце-президент — Жозеф Буторе (англ. Joseph Butore).

## Кабінет міністрів
Склад чинного уряду подано станом на 16 червня 2016 року.
| Логотип | Міністерство                                                                  | Міністр                                           | Фото | Час на посаді | Час на посаді | Партія | Партія | Вебсайт |
| ------- | ----------------------------------------------------------------------------- | ------------------------------------------------- | ---- | ------------- | ------------- | ------ | ------ | ------- |
|         | Міністерство внутрішніх справ і патріотичного виховання                       | Паскаль Барандагіє (Pascal Barandagiye)           |      |               |               |        |        |         |
|         | Міністерство вод, екології, територіального управління та міського планування | Еммануель Нійонкуру (Emmanuel Niyonkuru)          |      |               |               |        |        |         |
|         | Міністерство громадських служб, праці та зайнятості                           | Фелікс Мпозерініга (Felix Mpozeriniga)            |      |               |               |        |        |         |
|         | Міністерство громадської безпеки                                              | Ален Гуїлауме Буньоні (Alain Guilaume Bunyoni)    |      |               |               |        |        |         |
|         | Міністерство енергетики та гірничої промисловості                             | Коме Маніракіза (Come Manirakiza)                 |      |               |               |        |        |         |
|         | Міністерство закордонних справ та міжнародного співробітництва                | Ален Айме Ньямітве (Alain Aime Nyamitwe)          |      |               |               |        |        |         |
|         | Міністерство комерції, торгівлі, промисловості та туризму                     | Пелате Ньонкуру (Pelate Niyonkuru)                |      |               |               |        |        |         |
|         | Міністерство комунального розвитку                                            | Жанне д'Арк Кагайо (Jeanne d'Arc Kagayo)          |      |               |               |        |        |         |
|         | Міністерство молоді, спорту і культури                                        | Жан Боско Хітімана (Jean Bosco Hitimana)          |      |               |               |        |        |         |
|         | Міністерство оборони і ветеранів                                              | Еманнюель Нтахомвукіє (Emannuel Ntahomvukiye)     |      |               |               |        |        |         |
|         | Міністерство освіти і науки                                                   | Жанв'єр Ндірахіша (Janviere Ndirahisha)           |      |               |               |        |        |         |
|         | Міністерство охорони здоров'я і боротьби зі СПІДом                            | Жозіан Ніжімбере (Josiane Nijimbere)              |      |               |               |        |        |         |
|         | Міністерство планування якісного управління                                   | Серж Ндаїрагіже (Serges Ndayiragije)              |      |               |               |        |        |         |
|         | Міністерство пошти, зв'язку, інформаційних технологій і медіа                 | Нестор Банкумукунзі (Nestor Bankumukunzi)         |      |               |               |        |        |         |
|         | Міністерство соціального забезпечення, прав людини і гендерних справ          | Мартін Нівіябанді (Martin Niviyabandi)            |      |               |               |        |        |         |
|         | Міністерство сільського господарства                                          | Део Гуїде Рурема (Deo Guide Rurema)               |      |               |               |        |        |         |
|         | Міністерство транспорту і житлово-комунального господарства                   | Віржіне Кіза (Virginie Ciza)                      |      |               |               |        |        |         |
|         | Міністерство фінансів, бюджету і приватизації                                 | Домітьєн Ндігокубвао (Domitien Ndihokubwao)       |      |               |               |        |        |         |
|         | Міністерство юстиції                                                          | Аймі Лаурентін Каньяна (Aimee Laurentine Kanyana) |      |               |               |        |        |         |